# Moisés Álvarez Goya
Moisés Álvarez Goya (Santa Cruz de Tenerife, 30 de gener de 1978) és un exfutbolista canari, que ocupava la posició de defensa. Va ser internacional amb la selecció espanyola de futbol sub-21.

## Trajectòria
Va ser una de les promeses del CD Tenerife de la segona meitat de la dècada del 1990. Puja al primer equip la temporada 97/98, i hi debutà de la mà de Víctor Fernández, en un partit contra l'Sporting de Gijón guanyat per 0-2. Aquella temporada disputà 11 partits amb els tinerfenys. A l'any següent és cedit al CD Numancia, equip històric entrenat per Miguel Ángel Lotina amb el qual puja a primera divisió.
De nou al Tenerife, no té continuïtat i és cedit a equips com el Grimsby Town anglès i el CE Onda, per aquell temps filial del Vila-real CF. La temporada 01/02 milita al CE Sabadell i a l'estiu del 2002 marxa al Santa Clara portugués, on roman un any en el qual amb prou feines va jugar a causa de les lesions.
Regressa a la competició espanyola per la temporada 03/04, per formar amb el CD Tenerife, tot i que no compta i no suma cap minut. Un any després marxa al Córdoba CF, el primer d'una sèrie d'equips de Segona B, com el CE Sabadell (05/06), CD Toledo (06/07) i Lorca Deportiva (07/09).